# A Carga da Brigada Ligeira
The Charge of the Light Brigade (bra: A Carga da Brigada Ligeira ou A Carga de Cavalaria Ligeira; prt: A Carga da Brigada Ligeira) é um filme estadunidense de 1936, dos gêneros aventura e drama histórico, dirigido por Michael Curtiz, e estrelado por Errol Flynn e Olivia de Havilland. O roteiro de Michel Jacoby e Rowland Leigh foi baseado no poema homônimo de 1854, de Alfred Tennyson.
Este foi o segundo dos oito filmes que de Havilland e Flynn co-estrelaram juntos. A filmagem de uma das cenas levou à morte de 25 cavalos, o que levou a uma ação legislativa do Congresso dos Estados Unidos e a uma ação da ASPCA para evitar que mais crueldades fossem feitas por parte dos diretores e produtores de cinema. 
As cenas foram filmadas nos seguintes locais da Califórnia: Lone Pine, Sherwood Lake, Lasky Mesa, Chatsworth, e Sonora. As montanhas de Serra Nevada foram usadas para as cenas do Passo Khyber.
O roteiro do filme também foi vagamente baseado na famosa Carga da Brigada Ligeira que ocorreu durante a Guerra da Crimeia (1853–1856). Além disso, o enredo inclui eventos semelhantes aos acontecimentos da Rebelião Indiana de 1857.

## Sinopse
Em 1854, o major Geoffrey Vickers (Errol Flynn) e seu irmão, o capitão Perry Vickers (Patric Knowles), estão estacionados na cidade de Chukoti, na Índia, juntamente com o vigésimo sétimo regimento de lanceiros do exército colonial da Índia britânica. Os irmãos amam a mesma mulher: Elsa Campbell (Olivia de Havilland). 
Em uma visita oficial do rajá Surat Khan (C. Henry Gordon), Geoffrey salva a vida dele. Mais tarde, o rajá massacra os habitantes de Chukoti – principalmente os que apoiavam os lanceiros – e se alia ao Império Russo, que lutava contra os britânicos na Guerra da Crimeia. Contudo, Khan poupa Elsa e Geoffrey em função de seu débito com o lanceiro. 
O triângulo amoroso e a vingança dos lanceiros é resolvida na Batalha de Balaclava. 

## Elenco
- Errol Flynn como Major Geoffrey Vickers
- Olivia de Havilland como Elsa Campbell
- Patric Knowles como Capitão Perry Vickers
- Henry Stephenson como Sr. Charles Macefield
- Nigel Bruce como Sr. Benjamin Warrenton
- Donald Crisp como Coronel Campbell
- David Niven como Capitão Randall
- C. Henry Gordon como Surat Khan
- G. P. Huntley, Jr. como Major Jowett
- Robert Barrat como Conde Igor Volonoff
- Spring Byington como Dama Octavia Warrenton
- E. E. Clive como Sr. Humphrey Harcourt
- J. Carrol Naish como Major Puran Singh
- Walter Holbrook como Cornet Barclay
- Princess Baigum como Mãe de Prema
- Charles Sedgwick como Cornet Pearson
- Scotty Beckett como Prema Singh
- George Regas como Wazir
- Helen Sanborn como Sra. Jowett
- Holmes Herbert como General O'Neill (não-creditado)

## Produção

### Desenvolvimento
A sequência principal da história já havia sido retratada em um filme britânico, "The Jaws of Death" (1930). 
A Warner Bros. foi inspirada a fazer o filme depois que "Lanceiros da Índia" (1935) foi lançado e obteve uma grande popularidade, dando início a uma série de produções de aventura sobre o Império Britânico. Michel Jacoby desenvolveu uma história baseada na Carga da Brigada Ligeira, mas, embora a Warner tenha comprado o roteiro de Jacoby, o enredo final foi alterado para ser algo mais próximo dos filmes com o mesmo tema.
O título de produção do filme foi "The Charge of the 600".
A Warner Bros. queria escalar um elenco totalmente britânico. Errol Flynn (da Tasmânia, mas inicialmente anunciado pelo departamento de publicidade do estúdio como irlandês) causou um impacto tão marcante em "O Capitão Blood" que foi removido do elenco coadjuvante de "Adversidade" para desempenhar o papel principal no filme. Ian Hunter foi escalado para o elenco no início da produção. Anita Louise foi anunciada como a protagonista feminina.
Patric Knowles havia acabado de ingressar na Warner por recomendação de Irving Asher em Londres, o mesmo homem que havia recomendado Errol Flynn ao estúdio. Então, ele foi escalado para o papel coadjuvante do irmão do personagem de Flynn, o que foi considerado perfeito, já que Flynn e Knowles eram semelhantes na época. David Niven foi escalado para um papel coadjuvante importante em sua carreira.
Edward G. Robinson fez o teste para o papel do vilão Surat Khan. Basil Rathbone também foi considerado antes de C. Henry Gordon ser finalmente escalado.

### Filmagens
A fotografia principal começou em abril de 1936.
Durante as filmagens em Lone Pine, Califórnia, a unidade de câmera do estúdio ajudou a apagar um incêndio que começou em um restaurante do outro lado da rua onde os atores estavam hospedados.
Algumas das locações de gravação foram realizadas no México, onde havia menos restrições para ferir animais durante a produção.

### A sequência da Carga
O filme seria originalmente sobre um episódio ocorrido na cidade de Cawnpore durante a Revolta dos Sipais. Quando foi descoberto que a rebelião ocorrera três anos após a Batalha de Balaclava, o nome de Cawnpore foi alterado para Chukoti, e a rebelião se tornou um levante contra o governante fictício Surat Khan, do país imaginário do Suristão (referências vagas à Turquia). Suristão é, na verdade, um nome antigo da língua Pérsia para Síria. Niven comenta a mudança em seu livro sobre Hollywood. O texto do poema de Tennyson é sobreposto à cena da Carga, acompanhado da trilha sonora de Max Steiner. Nessa sequência, o diretor Michael Curtiz, que não falava inglês muito bem, ordenou "Bring on the empty horses" (Tragam os cavalos vazios), quando ele deveria dizer "riderless horses" (cavalos sem montaria). David Niven usou a frase como título do seu livro de memórias sobre a Era de Ouro de Hollywood.
O cenário do campo de batalha foi forrado com arames para derrubar os cavalos que corriam. Para a filmagem, 125 cavalos foram utilizados; desses, 25 foram mortos ou tiveram que ser abatidos posteriormente. Errol Flynn, um cavaleiro talentoso, ficou indignado com a crueldade contra os animais e com a aparente indiferença do diretor Michael Curtiz. Ele confrontou Curtiz, mas eles foram separados antes que qualquer briga danosa séria acontecesse. Por causa do abuso desse recurso – conhecido como Running W – usado para derrubar os cavalos durante as cenas de batalha, a sequência da Carga forçou o Congresso dos Estados Unidos a garantir a segurança dos animais em filmes futuros; a ASPCA seguiu o exemplo e baniu os arames de todos os filmes que utilizariam animal posteriormente. Ao contrário das outras produções estreladas por Flynn, devido ao número de cavalos mortos durante a sequência, o filme nunca foi relançado pela Warner Bros. A produção não foi vista novamente até 1956, quando a Warner vendeu os direitos deste e de outros filmes anteriores a 1950 para a Associated Artists Productions, que os lançou na televisão. Numa das cenas, morreu também um dublê, que acidentalmente caiu sobre uma espada.

## Recepção
A revista Filmink escreveu: "Se você acha que essa história parece boba, você está certo e não parece ser menos na tela", mas ainda achou que o filme foi redimido por Flynn e suas sequências de ação.

### Bilheteria
O filme foi um grande sucesso no Japão.
De acordo com os registros da Warner Bros., o filme arrecadou US$ 1.454.000 nacionalmente e US$ 1.928.000 no exterior, totalizando US$ 3.382.000 mundialmente. O retorno lucrativo da produção foi de US$ 2.052.000. O filme foi o mais caro e popular do estúdio em 1936.

## Prêmios e indicações
| Ano  | Cerimônia | Categoria                     | Indicado        | Resultado | Ref.                 |
| ---- | --------- | ----------------------------- | --------------- | --------- | -------------------- |
| 1937 | Oscar     | Melhor assistência de direção | Jack Sullivan   | Venceu    | [ 23 ] [ 24 ] [ 25 ] |
| 1937 | Oscar     | Melhor som                    | Nathan Levinson | Indicado  | [ 23 ] [ 24 ] [ 25 ] |
| 1937 | Oscar     | Melhor trilha sonora          | Max Steiner     | Indicado  | [ 23 ] [ 24 ] [ 25 ] |